# Międzynarodowe stosunki gospodarcze
Międzynarodowe stosunki gospodarcze (międzynarodowe stosunki ekonomiczne, MSG, MSE) – dyscyplina nauki opierająca się na zbliżonych do pozostałych dziedzin ekonomii podstawach metodologicznych. Ogólne motywy, którymi kierują się przedsiębiorstwa, państwa czy grupy państw w sferze działalności ekonomicznej, są bowiem podobne bez względu na to, czy działalność ta ma charakter wewnątrzkrajowy, czy międzynarodowy.
Międzynarodowe stosunki gospodarcze różnicuje od innych dziedzin ekonomii zakres zainteresowań badawczych. W MSG akcent jest położony na powiązaniach między przedsiębiorstwami, krajami i grupami krajów, występujących w skali międzynarodowej.
Powiązania są analizowane z dwóch punktów widzenia:
- z punktu widzenia praw ekonomicznych rządzących zachowaniami przedsiębiorstw, krajów i grup krajów w procesie kształtowania międzynarodowych powiązań gospodarczych
- z punktu widzenia polityki ekonomicznej, którą prowadzą podmioty gospodarcze, rozwijając powiązania międzynarodowe.